# Burkhard Kommerell (Mediziner, 1901)

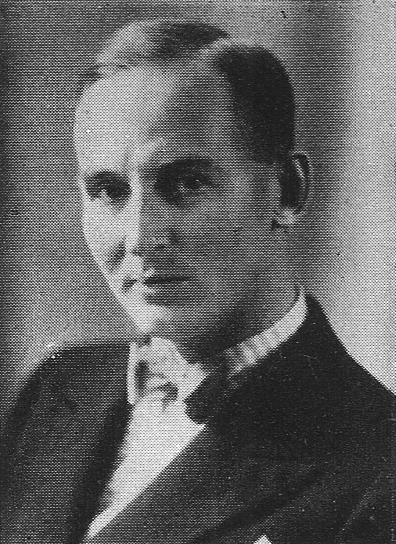
B. Kommerell (um 1936)

Burkhard Friedrich Kommerell (* 12. April 1901 in Straßburg; † 5. Juni 1990 in Stuttgart) war ein deutscher Arzt für Innere Medizin und Radiologie.

## Leben
Burkhard Kommerell gehört zu der Tübinger Linie der Familie Kommerell. Er war der einzige Sohn des Bauingenieurs Otto Kommerell (1873–1967) und seiner Frau Martha geb. Kirn (1872–1950). Er kam in Straßburg im Reichsland Elsaß-Lothringen zur Welt, da sein Vater seit 1900 Regierungsbaumeister bei den Reichseisenbahnen in Elsaß-Lothringen war. Burkhard Kommerell verbrachte seine Kindheit in Straßburg, bis die Familie 1908 nach Berlin übersiedelte.
1910–1920 besuchte Kommerell das Schiller-Gymnasium Berlin. 1920 gehörte er dem Freikorps Lützow an und nahm an dessen Kämpfen teil. Anschließend studierte er an der Eberhard Karls Universität Tübingen Medizin. Im Sommersemester 1920 schloss er sich der Akademischen Verbindung Igel zu Tübingen an. Vorübergehend studierte er auch an der Ludwig-Maximilians-Universität München. An der Eberhard Karls Universität Tübingen legte er 1925 das Staatsexamen ab. Mit einer Doktorarbeit zur Europäischen Schlafkrankheit, die am 6. August vorgelegt wurde, wurde er zum Doktor der Medizin promoviert (Rigorosum am 30. Oktober 1925).
Danach arbeitete Kommerell in mehreren Städten als Assistenzarzt an Kliniken mit der Ausrichtung Pathologie und Innere Medizin: Kaiser-Wilhelm-Institut für Arbeitsphysiologie in Berlin unter Edgar Atzler, Medizinische Klinik der Universität Leipzig unter Paul Morawitz, Innere Klinik der Charité unter Richard Siebeck. 1931/32 verbrachte er einen einjährigen Forschungsaufenthalt am Forschungslabor für Schilddrüsenstoffwechsel an der Tufts School of Medicine in Boston, USA. 1932–1934 arbeitete Kommerell in den Städtischen Krankenanstalten Dortmund unter Hans Heinrich Berg (1889–1968), der als der führende diagnostische Radiologe der damaligen Zeit galt.

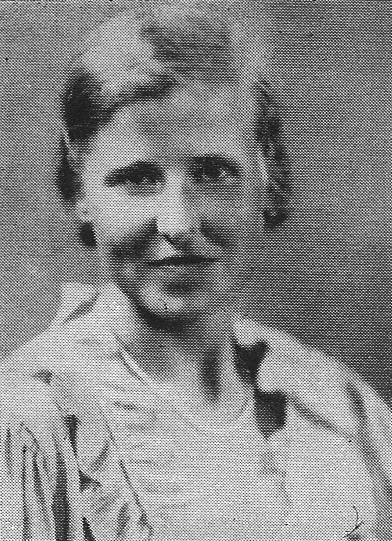
Luise Kommerell geb. Grüneisen (um 1936)

In dieser Zeit heiratete er am 1. Oktober 1932 in Berlin, das in Kürze sein Wohnsitz für längere Zeit werden sollte, Luise Grüneisen (* 23. August 1909 in Berlin; † 8. Oktober 2009 in Saarbrücken). 1934 wurde Kommerell zum Leiter der radiologischen Abteilung an der 1. Medizinischen Klinik der Charité berufen. Dort fiel ihm bei einem Patienten eine Gefäßanomalie der Hauptschlagader auf, und 1936 beschrieb er sie als erster bei einem lebenden Patienten. Diese Anomalie wurde später nach ihm Kommerell-Divertikel benannt. Am 12. Februar 1936 habilitierte sich Kommerell in Berlin mit einer Arbeit zum Röntgen der Gallenblase (CO2-haltige Gallensteine, Selbstauflösung von Steinen).
Zu Beginn des Zweiten Weltkrieges arbeitete Kommerell in Lazaretten der Wehrmacht im besetzten Polen: zunächst in Łódź, später in Radom. 1941 wurde er zum apl. Professor für Radiologie an der Ludolf-Krehl-Klinik im Universitätsklinikum Heidelberg berufen, wo er bis zum Kriegsende blieb.
1946 eröffnete Kommerell eine Arztpraxis in Heidelberg, doch 1950 gab er sie wieder auf, um die Stelle des Leiters der radiologischen Abteilung der Allgemeinen Ortskrankenkasse in Stuttgart zu übernehmen. Die Stelle bei der AOK Stuttgart hatte er bis 1963, als er in die Rente entlassen wurde. Bis zu seinem Tod im Jahr 1990 lebte er weiterhin in Stuttgart. Unter dem Pseudonym „Drusus Lleremmok“ verfasste und veröffentlichte er im Eigenverlag Gedichte wie z. B. Kleines Liebesbrevier und Propfzieher. Außerdem widmete sich intensiv dem Klavierspiel und der Komposition (Kammerstücke für Bratsche und Klavier).

## Veröffentlichungen
Burkhard F. Kommerell war an rund 50 medizinischen Fachpublikationen beteiligt. In dieser Liste werden nur einige (wichtigste) genannt.
- Verlagerung des Ösophagus durch eine abnorm verlaufende Arteria subclavia dextra (Arteria lusoria). In: „Fortschritte auf dem Gebiet der Röntgenstrahlen und Nuklearmedizin“ 54 (1936), S. 590–595.
- Das Problem der Gallensteinentstehung vom Standpunkt der Röntgenologie. In: „Klinische Wochenschrift“ 21 (1942), S. 963–969 (doi:10.1007/BF01783911).
- als Drusus Lleremmok: Kleines Liebesbrevier und anderer Ulk. Heitere und freche Verse, Stuttgart 1977.
- als Drusus Lleremmok: Pfropfzieher. Frech-, Bos-, Kühn-, und Albernheiten teilweise auch Wahrheiten, Stuttgart 1980.

## Kinder
Kommerell hatte vier in Berlin geborene Kinder.
- Hadumoth (* 1934)
- Guntram (* 1935)
- Luithard (1937–2022)
- Landfried (* 1941)